# Det Liberale Parti (Island, 1973)
 For alternative betydninger, se Det Liberale Parti (Island).
Det Liberale Parti (islandsk: Frjálslyndi flokkurinn) var et islandsk politisk parti, der blev stiftet i Reykjavík i 1973 for at støtte altingsmedlemmet Bjarni Guðnason, der kort forinden var brudt ud af Sammenslutningen af liberale og venstreorienterede, hvis oprindelige partiprogram fra 1969 med bl.a. krav om udmeldelse af NATO det nye parti antog som sit eget.
Ved splittelsen af Sammenslutningen af liberale og venstreorienterede mistede Ólafur Jóhannessons regering sit flertal i Altingets nedre del og måtte året efter gå af, da yderligere tre altingsmedlemmer fra Sammenslutningen opsagde deres støtte til regeringen, herunder en minister. 
Det Liberale Parti stillede op til byrådet i Reykjavík ved kommunalvalget i Island 1974, men blev ikke valgt ind. Det stilldde ikke op ved altingsvalget senere på året og var derefter inaktivt.
Navnet Det Liberale Parti har været anvendt af to andre islandske partier, stiftet i hhv. 1923 (Det Liberale Parti I) og 1998 (Det Liberale Parti III).